# Empoasca reddina
Empoasca reddina är en insektsart som beskrevs av Ross 1963. Empoasca reddina ingår i släktet Empoasca och familjen dvärgstritar. Inga underarter finns listade i Catalogue of Life.